# Abraham Sharp

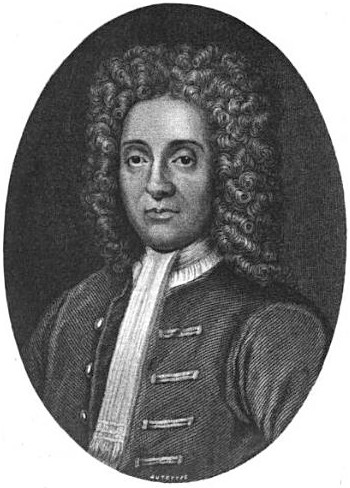
Abraham Sharp

Abraham Sharp (* 1653 in Horton Hall, Little Horton, nahe Bradford, Yorkshire, getauft am 1. Juni 1653 in Bradford; † 18. Juli 1742 in Horton Hall, Little Horton) war ein englischer Astronom, Mathematiker und Instrumentenbauer.

## Leben
Sharp war Sohn des wohlhabenden Farmers und Kaufmanns John Sharp und seiner Frau Mary. Nach dem Besuch der Grammar School in Bradford wurde er 1669 Lehrling bei einem Kurzwarenhändler in Bradford. Möglicherweise arbeitete er in den folgenden Jahren als Lehrer für kaufmännisches Rechnen in Liverpool, ab 1684 hielt er sich jedenfalls in London auf, wo er bei dem Astronomer Royal John Flamsteed eine Anstellung fand. Er arbeitete zunächst in zwei Phasen für Flamsteed, erst von 1684 bis 1685 für einige Monate, dann von August 1688 bis Herbst 1690. Flamsteed äußerte sich lobend über Sharps Arbeit am großen Mauerquadranten, jedoch abfällig über dessen Erfüllung alltäglicher Pflichten.

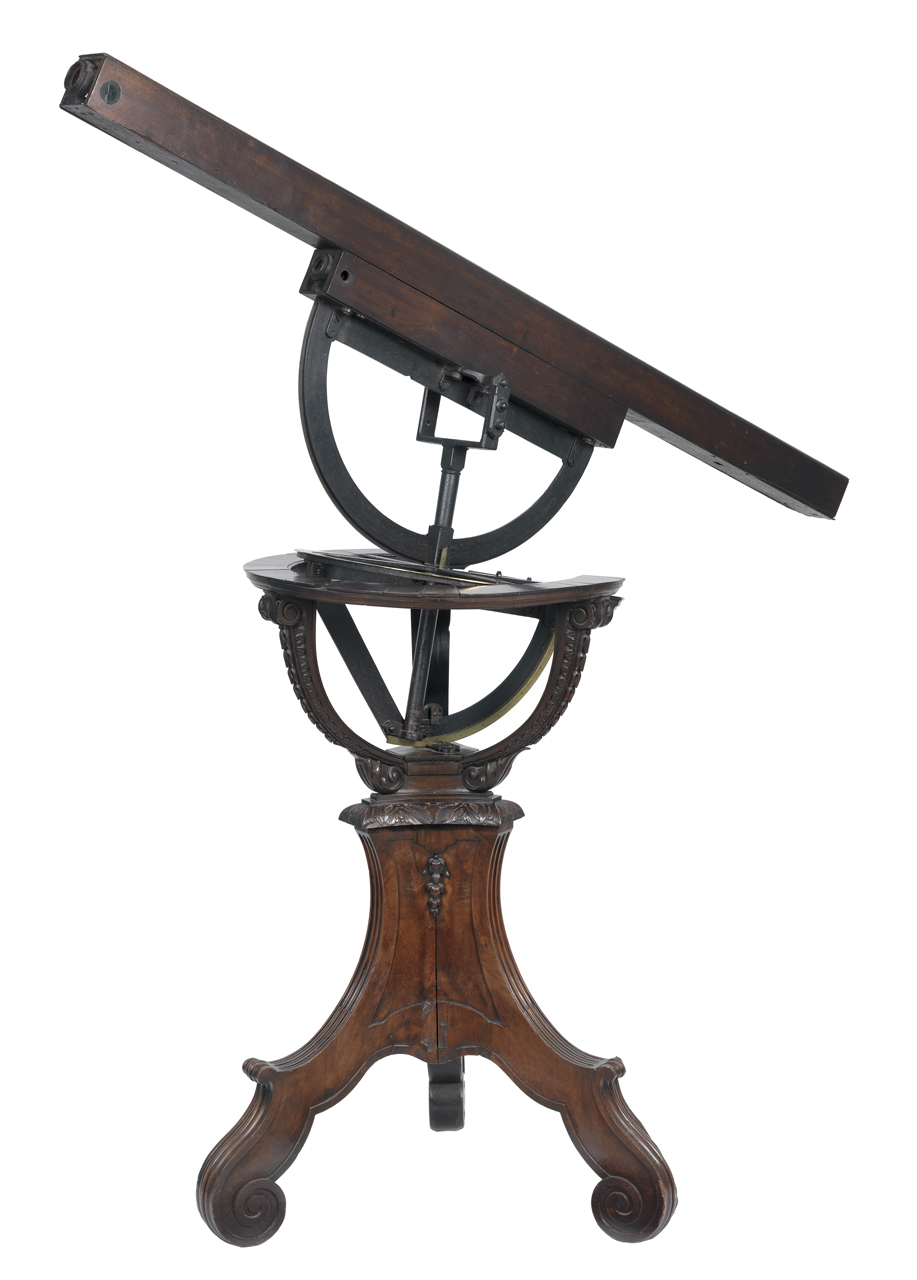
Von Abraham Sharp gefertigtes Holzteleskop

Nach dem Ende der Arbeit bei Flamsteed war Sharp kurz für den wissenschaftlichen Buch- und Instrumentenhändler William Court tätig. Im Februar 1691 dann nahm er eine Stelle an der königlichen Schiffswerft in Portsmouth an. 1694 kehrte er nach Horton Hall zurück, nachdem sein ältester Bruder verstorben war.
Bis zum Ende seines Lebens blieb er in Horton Hall, baute Instrumente, korrespondierte mit zahlreichen Wissenschaftlern und führte Berechnungen aus.
Einen Schwerpunkt bildete die Zusammenarbeit mit seinem früheren Arbeitgeber Flamsteed. Die sich daraus ergebende Korrespondenz ist weitgehend erhalten.
Unter anderem baute er für Flamsteed ein Mikrometer (1704), berechnete Positionen des Mondes und der Planeten sowie umfangreiche Tabellen für die Historia coelestis und erstellte Finsternistabellen der Jupitermonde. Nach Flamsteeds Tod korrespondierte er mit dessen Assistenten Joseph Crosthwait, half bei der Neuausgabe der Historia coelestis Britannica (1725) und fertigte Sternkarten für den Atlas coelestis (1729).
Sharp starb am 18. Juli 1742 in Horton Hall und wurde am 21. Juli in St. Peter in Bradford bestattet, wo ihm später ein ehrendes Andenken errichtet wurde. Einige seiner Instrumente sind in den Sammlungen des Bolling Hall Museums in Bradford, des National Maritime Museum und des Science Museums erhalten.
Der Mondkrater Sharp ist nach ihm benannt.

## Schriften
- Geometry improv'd (London 1717)
  - 1. By a large and accurate table of segments of circles, its construction and various uses in the Solution of several difficult Problems. With Compendious Tables for finding a true Proportional Part, and their Use in these or any other Tables; exemplify'd in making out Logarithms or Natural Numbers from them, to sixty Figures, there being a Table of them for all Primes to 1100, true to 61 Figures.
  - 2. A concise treatise of polyedra, or solid bodies of many bases, Both the Regular and others: To which are added Twelve New ones, with various Methods of forming them, and their exact Dimensions in Surds or Species, and in Numbers.